# Matias Barbosa
Matias Barbosa é um município brasileiro do estado de Minas Gerais. Sua população, segundo Censo realizado em 2022 é de 14 121 habitantes. 

## História

Matias Barbosa, 1960. Arquivo Nacional.

O português Matias Barbosa, sertanista e grande potentado obteve, em 1700, a concessão de sesmaria às margens do rio Paraibuna. Esta sesmaria deu origem ao atual município. Situado na divisa do estado de Minas Gerais com o do Rio de Janeiro, foi criado o Registro de Matias Barbosa. Os registros eram postos de fiscalização e alfândega interna e onde eram cobrados os tributos das mercadorias que circulavam. Eles existiram em vários pontos do território da Capitania. Os registros integravam o sistema de cobrança de impostos pela Coroa portuguesa e que se definiam por uma persistente tendência de tudo tributar.
Em volta do Registro de Matias Barbosa formou-se um povoado, que, com a denominação de Nossa Senhora da Conceição de Matias Barbosa, foi elevado a distrito do município de Juiz de Fora em 1885. Em 1911, o distrito passou a ser apenas Matias Barbosa e com essa denominação foi elevado a município, em 1923, sendo seu território desmembrado de Juiz de Fora.

## Geografia[6]
O município localiza-se na Mesorregião da Zona da Mata, distando a 180 km da capital Belo Horizonte e a 161 km do Rio de Janeiro.
Matias Barbosa foi atendida por um sistema de trens urbanos que a ligava ao município de Juiz de Fora, conhecido popularmente como Trem Xangai e que foi administrado pela antiga Rede Ferroviária Federal (RFFSA) entre os anos de 1923 e 1997, operando em um trecho da Linha do Centro da antiga Estrada de Ferro Central do Brasil.

### Demografia
Dados do Censo 2010
População Total: 13.345
Densidade demográfica (hab./km²): 85,51
Índice de Desenvolvimento Humano (IDH): 0,782

### Hidrografia
- Rio Paraibuna
- Ribeirão São Fidélis
- Córrego Cedofeita

### Ferrovias
- Linha do Centro da antiga Estrada de Ferro Central do Brasil[7]

### Rodovias
- BR-040
- LMG-874